# División de Honor Femenina de Rugby 2010-11
La temporada 2010-2011 de la División de Honor Femenina de Rugby es la primera de esta nueva competición. 

## Equipos participantes
| Equipo                   | Ciudad             | Estadio                                | Entrenador        |
| ------------------------ | ------------------ | -------------------------------------- | ----------------- |
| CRAT                     | La Coruña          | Elviña                                 | Rogelio Sabio     |
| Gaztedi Rugby Taldea     | Vitoria (Álava)    | Parque de Gamarra                      | Roberto Bartolomé |
| GEiEG                    | Gerona             | Complex Esportiu Palau Sacosta         | Coral Vila        |
| Getxo Artea Rugby Taldea | Guecho (Vizcaya)   | Fadura                                 |                   |
| INEF Barcelona           | Barcelona          | Feixa Llarga (Hospitalet de Llobregat) | Víctor Marlet     |
| CR Majadahonda           | Majadahonda        | Valle del Arcipreste                   | Beatriz Muriel    |
| Olímpico de Pozuelo      | Pozuelo de Alarcón | Valle de las Cañas                     | Rocío Ramírez     |

En ella sólo participaron siete equipos de ocho previstos ya que el Club de Rugby Málaga pese a tener plaza como campeón de la liga regional andaluza decidió no competir.

## Clasificación
| \| \| Clasificación División Honor Femenina 2011-2012 \| |                                                 |   |   |   |   |     |     |      |   |        |
|                                                          | Equipo                                          | J | G | E | P | PF  | PC  | +/-  | b | Puntos |
| 1                                                        | INEF Barcelona                                  | 6 | 6 | 0 | 0 | 256 | 22  | +234 | 6 | 30     |
| 2                                                        | CRAT                                            | 6 | 5 | 0 | 1 | 180 | 95  | +85  | 4 | 24     |
| 3                                                        | CR Majadahonda                                  | 6 | 4 | 0 | 2 | 160 | 74  | +86  | 4 | 20     |
| 4                                                        | GEiEG                                           | 6 | 2 | 0 | 4 | 137 | 104 | +33  | 3 | 11     |
| 5                                                        | Getxo RT                                        | 6 | 2 | 0 | 4 | 62  | 184 | -122 | 1 | 9      |
| 6                                                        | Olímpico de Pozuelo                             | 6 | 1 | 0 | 5 | 75  | 190 | -115 | 2 | 6      |
| 7                                                        | Gaztedi RT                                      | 6 | 1 | 0 | 5 | 46  | 247 | -201 | 0 | 4      |
|                                                          | Clasificación División Honor Femenina 2011-2012 |   |   |   |   |     |     |      |   |        |

### Sistema de puntuación
- Cada victoria suma 4 puntos.
- Cada empate suma 2 puntos.
- Cuatro ensayos en un partido suma 1 punto de bonus.
- Perder por una diferencia de siete puntos o inferior suma 1 punto de bonus.

## Fase de Ascenso

### Desarrollo del torneo
Los cinco equipos aspirantes que se inscribieron en esta fase de ascenso se repartieron en 2 grupos. 
 
Grupo A:  Complutense Cisneros y  UE Santboiana

Grupo B:  CR Albéitar,  XV Sanse Scrum y  Universidad de Málaga 

La fase de ascenso se disputó en Echea d'os Caballers (Zaragoza) 

Partidos de grupos 

Sábado 28 de mayo (15:30), CR Albéitar 0-0 Universidad de Málaga (2x20 min) 

Sábado 28 de mayo (16:20), UE Santboiana 5-32 Complutense Cisneros (2x40 min) 

Sábado 28 de mayo (17:50), Universidad de Málaga 0-8 XV Sanse Scrum (2x20 min) 

Sábado 28 de mayo (19:30), XV Sanse Scrum 5-3 CR Albeitar (2x20 min) 

Final 

|  | Local | vs. | Visita |  |  |

Complutense Cisneros asciende a División de Honor Femenina.
Repesca 

|  | Local | vs. | Visita |  |  |

XV Sanse Scrum asciende a División de Honor Femenina
- Datos: Q5811761